# Альтайхские анналы
Альтайхские анналы (лат. Annales Altahenses), или «Большие Альтайхские анналы» — корпус исторических записей, ведшихся на латинском языке до XI века в бенедиктинском монастыре Нидеральтайх в Нижней Баварии. Сохранились в рукописи 1517 года, составленной немецким историком-гуманистом Иоганном Авентином. Охватывают период с 708 по 1073 год. Содержат сведения по истории Франкского государства, Священной Римской империи и соседних стран.

## Издания
- Annales Altahenses maiores // Monumenta Germaniae Historica. SS. Bd. XX. Hannover. 1868, p. 782—824[3]
- Annales breves // Monumenta Germaniae Historica. SS. Bd. XX. Hannover. 1868, p. 774—775[4]
- Альтайхские анналы // Немецкие анналы и хроники X—XI столетий / Перевод И. М. Дьяконова и В. В. Рыбакова. — М.: Русский Фонд Содействия Образованию и Науке, 2012. — С. 90—176.

## Переводы на русский язык
- Большие Альтаихские анналы, 708—896 гг. в переводе И. М. Дьяконова на сайте Восточная литература
- Большие Альтаихские анналы, 899—1073 гг. в переводе И. М. Дьяконова на сайте Восточная литература
- Краткие Альтаихские анналы, 741—1039 гг. в переводе И. М. Дьяконова на сайте Восточная литература